# 경산자인학교
경산자인학교는 경상북도 경산시 자인면 계남리에 있는 공립 특수학교이다.

## 연혁
- 2013년 9월 1일 : 개교